# Sowia Wola
Sowia Wola – wieś sołecka w Polsce położona w województwie mazowieckim, w powiecie nowodworskim, w gminie Czosnów.
Wieś królewska w  ziemi sochaczewskiej województwa rawskiego w 1792 roku.  W latach 1975–1998 miejscowość administracyjnie należała do województwa warszawskiego.
W XVIII-XIX wieku należała do parafii Głusk (Leoncin). Księgi Parafialne (w tym Sowiej Woli) z tego okresu dostępne w Archiwum Archidiecezjalnym Warszawskim (Bielany). Osadnictwo na terenie parafii Głusk, od około 1773 roku z terenów Niemiec, Holandii, Flandrii, Fryzji.